# Вісенте Тоста
Вісенте Тоста Карраско (1886–1930) — тимчасовий президент Гондурасу упродовж 10 місяців: з квітня 1924 до лютого 1925 року.